# 3254 Bus
3254 Bus eller 1982 UM är en asteroid i huvudbältet som upptäcktes den 17 oktober 1982 av den amerikanska astronomen Edward L.G. Bowell vid Anderson Mesa Station. Den är uppkallad efter den amerikanske astronomen Schelte J. Bus.
Asteroiden har en diameter på ungefär 31 kilometer och den tillhör asteroidgruppen Hilda.